# In Times New Roman...
In Times New Roman... è l'ottavo album in studio del gruppo musicale statunitense Queens of the Stone Age, pubblicato nel 2023.

## Tracce
Testi di Joshua Homme, musiche di Homme, Dean Fertita, Michael Shuman, Jon Theodore, Troy Van Leeuwen.
1. Obscenery – 4:23
2. Paper Machete – 3:22
3. Negative Space – 3:53
4. Time & Place – 4:26
5. Made to Parade – 5:18
6. Carnavoyeur – 3:56
7. What the Peephole Say – 4:06
8. Sicily – 4:41
9. Emotion Sickness – 4:31
10. Straight Jacket Fitting – 9:01

Durata totale: 47:37

## Classifiche
| Classifica (2023) | Posizione raggiunta |
| ----------------- | ------------------- |
| Australia         | 2                   |
| Italia            | 17                  |
| Regno Unito       | 2                   |
| Stati Uniti       | 9                   |